# Birgit Austermühl
Birgitt Austermühl (8 de outubro de 1965) é uma ex-futebolista alemã que atuava como defensora.

## Carreira
Birgitt Austermühl representou a Seleção Alemã de Futebol Feminino, nas Olimpíadas de 1996. 